# Toponimia de Vich
La Toponimia de Vich es el conjunto de los nombres propios que tiene y ha recibido en la historia esta ciudad española de la provincia de Barcelona.
Después que los musulmanes destruyeron la antigua ciudad romana de Ausa, los supervivientes reconstruyeron apenas un barrio al cual llamaron Vicus Ausonensis (villa de los Ausetanos), que, abreviado, nos llega como Vich. En un inventario del obispo de Vich de 1243 publicado por Jaime Villanueva, aparece Vich como Vici, en el español de la época.
En 1538, Lorenzo de Padilla escribe Vich Bique y aparece como Vique en el Memorial de Antonio Pascual, obispo de Vich (ca. 1694) y en el decreto de Nueva Planta de Gobierno para el Principado de Cataluña de 1715. Dicho uso Bique o Vique sigue la lógica del español al no poseer palabras que acaben en posición consonántica a diferencia de otros idiomas como el francés, catalán, u holandés, como en «roc/roque», «atac/ataque», «dic/dique», «Maastricht/Mastrique» y otros. El Prontuario de las ciudades, villas, lugares y parroquias que comprende la provincia de Cataluña, de 1815, especifica Vique.
Sin embargo, aparece en el nomenclátor de 1789 como Vich, que es el topónimo usado en los censos de 1842 a 1970, según el Instituto Nacional de Estadística, y es el nombre empleado por Pascual Madoz en su Diccionario Geográfico de 1845 y por Justin Pépratx en 1884, ya que ambos llaman Vich a la ciudad.
Pese a que desde 1982 la forma oficial en Cataluña es Vic, topónimo en catalán adaptado a las normas ortográficas del Instituto de Estudios Catalanes, el Gobierno de España ocasionalmente le siguió llamando Vich hasta el inicio del siglo XXI.  El cambio de forma oficial obedeció a la normativa ortográfica de 1913 que eliminó del catalán las haches mudas  empleadas a lo largo de los siglos en final de palabra y en posición intervocálica para simplificar la ortografía. Entonces convirtióse Vich en Vic, en catalán. Otros casos análogos son los de Montjuich, Hostalrich y Reixach, que hace un siglo han pasado a escribirse en catalán Montjuïc, Hostalric y Reixac, respectivamente. En el uso actual del catalán estas haches finales mudas se continuan en apellidos como, por ejemplo, March, Llach, Blanch, Bosch o el mismo Vich.

## Refrencias
1. ↑  Ramón Ruiz Amado (1907-1914). «Diocese of Vich». Enciclopedia Católica (1913) (en inglés) (Wikisource). Consultado el 21 de abril de 2022. «it was called Ausa by the Romans [...] After its destruction by the Moors only one quarter (Vicus) was rebuilt, and this was called Vicus Ausonensis, from which the name Vich was derived».
2. ↑  P. Leopoldo de Eguilaz y Yanguas (1886). «A». Glosario Etimológico de las Palabras Españolas de Orígen Oriental. Granada: Dr. José R. Pimentel. p. 145. Consultado el 21 de abril de 2022. «bienes de un obispo de Vich, año de 1243, publicado por Villanueva (Viaje literario, VII, 253), se lee [...] habemus in nostro palacio Vici unam alcubam».
3. ↑  Saracino, de Pablo (2020). «Primera parte de la Historia y Antigüedades de España». Lemir (Universidad de Valencia) (24): 916. ISSN 1579-735X. Consultado el 20 de abril de 2022. «Bique (Vique, Vich): I 48r.»
4. ↑  Pascual, Antonio (1694). «Memorial del Obispo de Vique, en justificacion de los procedimientos que hizo con los canonigos adjuntos, en la competencia de jurisdicion con el iuez Apostolico del Breve en Cataluña». Vich (Diócesis) (Hathi Trust). Universidad Complutense de Madrid.
5. 1 2 3  Burgueño, 2017, p. 636.
6. ↑  " aplicando la lógica de casos como Mastrique (Maastricht) [...] Una lógica habitual en la lengua común: roc/roque, atac/ataque, dic/dique, etc. Esta adaptación también está presente en el valenciano Alberique (por Alberic)" (fuente: véase Bibliografía, Burgueño, 2017, p.636)
7. ↑  Jacinto Verdaguer (1900) [1884]. L'Atlantide (Justin Pépratx, trad.) (6.ª edición). Montpellier: Hamelin Frères. p. XI.
8. ↑  Madoz, Pascual (1845-1850). Diccionario geográfico-estadístico-historico de España y sus posesiones de ultramar. Tomo XVI. p. 28. «Vich: c. con ayunt. y adm. subalterna de correos. cab. del part. jud. de su nombre. cap. de la dióc., en la prov., aud. terr., c.g. de Barcelona (45 horas).»
9. ↑  «Resolución de la Dirección General de Política Energética y Minas por la que se autoriza a "Red Eléctrica de España, Sociedad Anónima", la ampliación de la subestación a 400 KV de Vich, en la provincia de Barcelona». Boletín Oficial del Estado (288). 2 de diciembre de 2002. ISSN 0212-033X. BOE-B-2002-288053.
10. ↑  Alomar, Antoni I. Línia Directa XV página 10.
11. ↑  INE VICH Número de personas: Primero: 1.171 - Segundo: 1.138 Ambos apellidos: 12